# آنا يورييفنا
آنا يورييفنا أوشينينا (بالإنجليزية: Anna Yuriyivna Ushenina)‏ ( من موليد 30 أغسطس 1985 في خاركيف، أوكرانيا) هي لاعبة شطرنج أوكرانية. كانت بطلة العالم في الشطرنج للسيدات من نوفمبر 2012 إلى سبتمبر 2013.

## روابط خارجية
- آنا يورييفنا على موقع الاتحاد الدولي للشطرنج (الإنجليزية)
- آنا يورييفنا على موقع مباريات الشطرنج (الإنجليزية)
- آنا يورييفنا على موقع 365Chess.com (الإنجليزية)
- آنا يورييفنا على موقع Chesstempo.com (الإنجليزية)
- آنا يورييفنا سجل أولمبياد الشطرنج للسيدات على موقع OlimpBase.org (الإنجليزية)